# Финале Купа европских шампиона 1956.
Финале Купа европских шампиона 1956. било је прво финале Купа шампиона (данас познатог као Лига шампиона) на крају сезоне 1955/56. У финалу су играли шпански Реал Мадрид и тада јаки француски Ремс из Ремса. Финале је одиграно на стадиону Парк принчева у Паризу 13. јуна 1956. пред 38.239 гледалаца.
Реал Мадрид је стигао до финала победивши до сада седмоструког првака Милан укупним резултатом 5 : 4, док је Ремс победио шкотски клуб Хибернијан укупним резултатом 3 : 0. Утакмица је завршена са 4 : 3 за Реал Мадрида, који је тим корацима наставио и у наредна четири финала Лиге шампиона остваривши нови рекорд од пет узастопних титула првака.
Након Хентове смрти 18. јануара 2022, закључно са 19. априлом 2022. године је Робер Сијатка из Ремса једини живи стартер овог меча.

## Утакмице финалиста
Резултати финалиста до финала су приказани укупно после два меча :
| - Реал Мадрид - Осминафинала — Сервет 7 : 0 - Четвртфинале — ФК Партизан 4 : 3 - Полуфинале — ФК Милан 4 : 2 |  | - Ремс - Архус 4 : 2 - Вереш Лобого 8 : 6 - Хибернијан 3 : 0 |

### Детаљи меча
| Реал Мадрид                                   | 4 : 3      | Ремс                                  |
| --------------------------------------------- | ---------- | ------------------------------------- |
| Ди Стефано 14’ · Ријал 30’ 79’ · Маркитос 67’ | (Извештај) | Леблонд 6’ · Темплен 10’ · Идалго 62’ |

| Реал Мадрид | Ремс |

| РЕАЛ МАДРИД                                                        |    |                        |
|                                                                    |    |                        |
| Г                                                                  | 1  | Хуан Алонсо            |
| О                                                                  | 2  | Анхел Атијенза         |
| О                                                                  | 3  | Маркитос               |
| О                                                                  | 4  | Рафаел Лесмес          |
| О                                                                  | 5  | Мигел Муњоз (к)        |
| С                                                                  | 6  | Хосе Марија Зарага     |
| С                                                                  | 7  | Хосе Иглесиас Фрнандез |
| С                                                                  | 8  | Рамон Маршал Рибо      |
| С                                                                  | 9  | Алфредо Ди Стефано     |
| Н                                                                  | 10 | Ектор Ријал            |
| Н                                                                  | 11 | Франсиско Хенто        |
| Тренер:                                                            |    |                        |
| Хосе Виљалонга Помоћне судије: Џ Перкинсон , Томи Купер Енглеска · |    |                        |

| РЕМС        |    |                 |
|             |    |                 |
| Г           | 1  | Рене Жакет      |
| О           | 2  | Симон Зимни     |
| О           | 3  | Робер Жонке (к) |
| О           | 4  | Раул Жирудо     |
| О           | 5  | Мишел Леблонд   |
| С           | 6  | Роберт Сатка    |
| С           | 7  | Мишел Идалго    |
| С           | 8  | Леон Гловацки   |
| С           | 9  | Рејмонд Копа    |
| Н           | 10 | Рене Блијард    |
| Н           | 11 | Жан Тамплен     |
| Тренер:     |    |                 |
| Алберт Бато |    |                 |